# Automolus rufipileatus
Az Automolus rufipileatus a madarak (Aves) osztályának verébalakúak (Passeriformes) rendjébe és a fazekasmadár-félék (Furnariidae) családjába tartozó faj.

## Rendszerezése
A fajt August von Pelzeln osztrák ornitológus írta le 1859-ben, az Anabates nembe Anabates rufipileatus néven.

## Alfajai
- Automolus rufipileatus consobrinus (P. L. Sclater, 1870)
- Automolus rufipileatus rufipileatus (Pelzeln, 1859)[2]

## Előfordulása
Dél-Amerika északi részén, Bolívia, Brazília, Kolumbia, Ecuador, Francia Guyana, Guyana, Peru, Suriname és Venezuela területén honos.
Természetes élőhelyei a szubtrópusi vagy trópusi síkvidéki esőerdők és mocsári erdők aljnövényzete. Állandó, nem vonuló faj.

## Megjelenése
Testhossza 19 centiméter, testtömege 31-38 gramm.

## Életmódja
Ízeltlábúakkal táplálkozik.

## Természetvédelmi helyzete
Az elterjedési területe rendkívül nagy, egyedszáma viszont csökken, de még nem éri el a kritikus szintet. A Természetvédelmi Világszövetség Vörös listáján nem fenyegetett fajként szerepel.